# Tournoi masculin de football aux Jeux olympiques d'été de 2024
Cet article traite de l'épreuve masculine. Pour la compétition féminine, voir Tournoi féminin de football aux Jeux olympiques d'été de 2024.
Pour un article plus général, voir Football aux Jeux olympiques d'été de 2024.
 (mai 2024).
Si vous disposez d'ouvrages ou d'articles de référence ou si vous connaissez des sites web de qualité traitant du thème abordé ici, merci de compléter l'article en donnant les références utiles à sa vérifiabilité et en les liant à la section « Notes et références ».
Navigation
Tokyo 2020 Los Angeles 2028
Le tournoi masculin de football aux Jeux olympiques d'été de 2024 se tient dans sept stades situés dans sept villes françaises du 24 juillet au 9 août 2024.
Les fédérations affiliées à la FIFA participent aux épreuves de qualification pour le tournoi olympique de football par le biais de leurs équipes olympiques. Quinze équipes rejoignent ainsi la France, nation hôte de la compétition, pour s'affronter lors du tournoi final. Depuis les Jeux d'Atlanta en 1996, et contrairement au tournoi féminin, les comités nationaux olympiques sont représentés par des équipes composées exclusivement de joueurs âgés de moins de 23 ans, avec la possibilité d'inclure jusqu'à trois joueurs plus âgés par équipe.
Pourtant le tenant du titre, le Brésil a échoué à se qualifier lors de la dernière phase du tournoi pré-olympique de la zone CONMEBOL.

## Préparation de l'évènement

### Désignation du pays hôte
La commission exécutive du Comité international olympique a sélectionné en décembre 2016 deux villes candidates officielles parmi une liste de cinq villes postulant à la candidature. Les deux villes retenues (Los Angeles et Paris) ont alors entamé la deuxième phase de la procédure.
À l'issue de celle-ci, le 13 septembre 2017 à Lima, au Pérou, après avoir étudié les dossiers de chaque ville, le jury décide, en raison de la qualité des deux candidatures, de désigner Paris comme ville hôte des Jeux olympiques de 2024 et Los Angeles pour ceux de 2028.

### Lieux des compétitions
Sept stades de sept villes accueillent les matchs des deux tournois olympiques.
| Bordeaux | Décines-Charpieu | Marseille | Nantes                                             |
| Stade de Bordeaux | Stade de Lyon | Stade de Marseille | Stade de la Beaujoire                              |
| Capacité : 42 115 | Capacité : 59 186 | Capacité : 67 394 | Capacité : 35 322                                  |
| Photographie intérieure du Matmut Atlantique | Photographie intérieure du Parc Olympique lyonnais | Photographie intérieur du Stade Vélodrome | Photographie intérieur du Stade de la Beaujoire    |
| [[Fichier:France location map-Regions and departements-2016.svg\|600px\|{{#if:Carte de France affichant la position géographique des stades\|Carte de France affichant la position géographique des stades\|Tournoi masculin de football aux Jeux olympiques d'été de 2024 est dans la page France.]]Marseille Décines-Charpieu Paris Bordeaux Saint-Étienne Nice Nantes | [[Fichier:France location map-Regions and departements-2016.svg\|600px\|{{#if:Carte de France affichant la position géographique des stades\|Carte de France affichant la position géographique des stades\|Tournoi masculin de football aux Jeux olympiques d'été de 2024 est dans la page France.]]Marseille Décines-Charpieu Paris Bordeaux Saint-Étienne Nice Nantes | [[Fichier:France location map-Regions and departements-2016.svg\|600px\|{{#if:Carte de France affichant la position géographique des stades\|Carte de France affichant la position géographique des stades\|Tournoi masculin de football aux Jeux olympiques d'été de 2024 est dans la page France.]]Marseille Décines-Charpieu Paris Bordeaux Saint-Étienne Nice Nantes | Nice                                               |
| [[Fichier:France location map-Regions and departements-2016.svg\|600px\|{{#if:Carte de France affichant la position géographique des stades\|Carte de France affichant la position géographique des stades\|Tournoi masculin de football aux Jeux olympiques d'été de 2024 est dans la page France.]]Marseille Décines-Charpieu Paris Bordeaux Saint-Étienne Nice Nantes | [[Fichier:France location map-Regions and departements-2016.svg\|600px\|{{#if:Carte de France affichant la position géographique des stades\|Carte de France affichant la position géographique des stades\|Tournoi masculin de football aux Jeux olympiques d'été de 2024 est dans la page France.]]Marseille Décines-Charpieu Paris Bordeaux Saint-Étienne Nice Nantes | [[Fichier:France location map-Regions and departements-2016.svg\|600px\|{{#if:Carte de France affichant la position géographique des stades\|Carte de France affichant la position géographique des stades\|Tournoi masculin de football aux Jeux olympiques d'été de 2024 est dans la page France.]]Marseille Décines-Charpieu Paris Bordeaux Saint-Étienne Nice Nantes | Stade de Nice                                      |
| [[Fichier:France location map-Regions and departements-2016.svg\|600px\|{{#if:Carte de France affichant la position géographique des stades\|Carte de France affichant la position géographique des stades\|Tournoi masculin de football aux Jeux olympiques d'été de 2024 est dans la page France.]]Marseille Décines-Charpieu Paris Bordeaux Saint-Étienne Nice Nantes | [[Fichier:France location map-Regions and departements-2016.svg\|600px\|{{#if:Carte de France affichant la position géographique des stades\|Carte de France affichant la position géographique des stades\|Tournoi masculin de football aux Jeux olympiques d'été de 2024 est dans la page France.]]Marseille Décines-Charpieu Paris Bordeaux Saint-Étienne Nice Nantes | [[Fichier:France location map-Regions and departements-2016.svg\|600px\|{{#if:Carte de France affichant la position géographique des stades\|Carte de France affichant la position géographique des stades\|Tournoi masculin de football aux Jeux olympiques d'été de 2024 est dans la page France.]]Marseille Décines-Charpieu Paris Bordeaux Saint-Étienne Nice Nantes | Capacité : 36 178                                  |
| [[Fichier:France location map-Regions and departements-2016.svg\|600px\|{{#if:Carte de France affichant la position géographique des stades\|Carte de France affichant la position géographique des stades\|Tournoi masculin de football aux Jeux olympiques d'été de 2024 est dans la page France.]]Marseille Décines-Charpieu Paris Bordeaux Saint-Étienne Nice Nantes | [[Fichier:France location map-Regions and departements-2016.svg\|600px\|{{#if:Carte de France affichant la position géographique des stades\|Carte de France affichant la position géographique des stades\|Tournoi masculin de football aux Jeux olympiques d'été de 2024 est dans la page France.]]Marseille Décines-Charpieu Paris Bordeaux Saint-Étienne Nice Nantes | [[Fichier:France location map-Regions and departements-2016.svg\|600px\|{{#if:Carte de France affichant la position géographique des stades\|Carte de France affichant la position géographique des stades\|Tournoi masculin de football aux Jeux olympiques d'été de 2024 est dans la page France.]]Marseille Décines-Charpieu Paris Bordeaux Saint-Étienne Nice Nantes | Photographie intérieure de l'Allianz Riviera       |
| [[Fichier:France location map-Regions and departements-2016.svg\|600px\|{{#if:Carte de France affichant la position géographique des stades\|Carte de France affichant la position géographique des stades\|Tournoi masculin de football aux Jeux olympiques d'été de 2024 est dans la page France.]]Marseille Décines-Charpieu Paris Bordeaux Saint-Étienne Nice Nantes | [[Fichier:France location map-Regions and departements-2016.svg\|600px\|{{#if:Carte de France affichant la position géographique des stades\|Carte de France affichant la position géographique des stades\|Tournoi masculin de football aux Jeux olympiques d'été de 2024 est dans la page France.]]Marseille Décines-Charpieu Paris Bordeaux Saint-Étienne Nice Nantes | [[Fichier:France location map-Regions and departements-2016.svg\|600px\|{{#if:Carte de France affichant la position géographique des stades\|Carte de France affichant la position géographique des stades\|Tournoi masculin de football aux Jeux olympiques d'été de 2024 est dans la page France.]]Marseille Décines-Charpieu Paris Bordeaux Saint-Étienne Nice Nantes | Paris                                              |
| [[Fichier:France location map-Regions and departements-2016.svg\|600px\|{{#if:Carte de France affichant la position géographique des stades\|Carte de France affichant la position géographique des stades\|Tournoi masculin de football aux Jeux olympiques d'été de 2024 est dans la page France.]]Marseille Décines-Charpieu Paris Bordeaux Saint-Étienne Nice Nantes | [[Fichier:France location map-Regions and departements-2016.svg\|600px\|{{#if:Carte de France affichant la position géographique des stades\|Carte de France affichant la position géographique des stades\|Tournoi masculin de football aux Jeux olympiques d'été de 2024 est dans la page France.]]Marseille Décines-Charpieu Paris Bordeaux Saint-Étienne Nice Nantes | [[Fichier:France location map-Regions and departements-2016.svg\|600px\|{{#if:Carte de France affichant la position géographique des stades\|Carte de France affichant la position géographique des stades\|Tournoi masculin de football aux Jeux olympiques d'été de 2024 est dans la page France.]]Marseille Décines-Charpieu Paris Bordeaux Saint-Étienne Nice Nantes | Parc des Princes                                   |
| [[Fichier:France location map-Regions and departements-2016.svg\|600px\|{{#if:Carte de France affichant la position géographique des stades\|Carte de France affichant la position géographique des stades\|Tournoi masculin de football aux Jeux olympiques d'été de 2024 est dans la page France.]]Marseille Décines-Charpieu Paris Bordeaux Saint-Étienne Nice Nantes | [[Fichier:France location map-Regions and departements-2016.svg\|600px\|{{#if:Carte de France affichant la position géographique des stades\|Carte de France affichant la position géographique des stades\|Tournoi masculin de football aux Jeux olympiques d'été de 2024 est dans la page France.]]Marseille Décines-Charpieu Paris Bordeaux Saint-Étienne Nice Nantes | [[Fichier:France location map-Regions and departements-2016.svg\|600px\|{{#if:Carte de France affichant la position géographique des stades\|Carte de France affichant la position géographique des stades\|Tournoi masculin de football aux Jeux olympiques d'été de 2024 est dans la page France.]]Marseille Décines-Charpieu Paris Bordeaux Saint-Étienne Nice Nantes | Capacité : 47 929                                  |
| [[Fichier:France location map-Regions and departements-2016.svg\|600px\|{{#if:Carte de France affichant la position géographique des stades\|Carte de France affichant la position géographique des stades\|Tournoi masculin de football aux Jeux olympiques d'été de 2024 est dans la page France.]]Marseille Décines-Charpieu Paris Bordeaux Saint-Étienne Nice Nantes | [[Fichier:France location map-Regions and departements-2016.svg\|600px\|{{#if:Carte de France affichant la position géographique des stades\|Carte de France affichant la position géographique des stades\|Tournoi masculin de football aux Jeux olympiques d'été de 2024 est dans la page France.]]Marseille Décines-Charpieu Paris Bordeaux Saint-Étienne Nice Nantes | [[Fichier:France location map-Regions and departements-2016.svg\|600px\|{{#if:Carte de France affichant la position géographique des stades\|Carte de France affichant la position géographique des stades\|Tournoi masculin de football aux Jeux olympiques d'été de 2024 est dans la page France.]]Marseille Décines-Charpieu Paris Bordeaux Saint-Étienne Nice Nantes | Photographie intérieure du Parc des Princes        |
| [[Fichier:France location map-Regions and departements-2016.svg\|600px\|{{#if:Carte de France affichant la position géographique des stades\|Carte de France affichant la position géographique des stades\|Tournoi masculin de football aux Jeux olympiques d'été de 2024 est dans la page France.]]Marseille Décines-Charpieu Paris Bordeaux Saint-Étienne Nice Nantes | [[Fichier:France location map-Regions and departements-2016.svg\|600px\|{{#if:Carte de France affichant la position géographique des stades\|Carte de France affichant la position géographique des stades\|Tournoi masculin de football aux Jeux olympiques d'été de 2024 est dans la page France.]]Marseille Décines-Charpieu Paris Bordeaux Saint-Étienne Nice Nantes | [[Fichier:France location map-Regions and departements-2016.svg\|600px\|{{#if:Carte de France affichant la position géographique des stades\|Carte de France affichant la position géographique des stades\|Tournoi masculin de football aux Jeux olympiques d'été de 2024 est dans la page France.]]Marseille Décines-Charpieu Paris Bordeaux Saint-Étienne Nice Nantes | Saint-Étienne                                      |
| [[Fichier:France location map-Regions and departements-2016.svg\|600px\|{{#if:Carte de France affichant la position géographique des stades\|Carte de France affichant la position géographique des stades\|Tournoi masculin de football aux Jeux olympiques d'été de 2024 est dans la page France.]]Marseille Décines-Charpieu Paris Bordeaux Saint-Étienne Nice Nantes | [[Fichier:France location map-Regions and departements-2016.svg\|600px\|{{#if:Carte de France affichant la position géographique des stades\|Carte de France affichant la position géographique des stades\|Tournoi masculin de football aux Jeux olympiques d'été de 2024 est dans la page France.]]Marseille Décines-Charpieu Paris Bordeaux Saint-Étienne Nice Nantes | [[Fichier:France location map-Regions and departements-2016.svg\|600px\|{{#if:Carte de France affichant la position géographique des stades\|Carte de France affichant la position géographique des stades\|Tournoi masculin de football aux Jeux olympiques d'été de 2024 est dans la page France.]]Marseille Décines-Charpieu Paris Bordeaux Saint-Étienne Nice Nantes | Stade Geoffroy-Guichard                            |
| [[Fichier:France location map-Regions and departements-2016.svg\|600px\|{{#if:Carte de France affichant la position géographique des stades\|Carte de France affichant la position géographique des stades\|Tournoi masculin de football aux Jeux olympiques d'été de 2024 est dans la page France.]]Marseille Décines-Charpieu Paris Bordeaux Saint-Étienne Nice Nantes | [[Fichier:France location map-Regions and departements-2016.svg\|600px\|{{#if:Carte de France affichant la position géographique des stades\|Carte de France affichant la position géographique des stades\|Tournoi masculin de football aux Jeux olympiques d'été de 2024 est dans la page France.]]Marseille Décines-Charpieu Paris Bordeaux Saint-Étienne Nice Nantes | [[Fichier:France location map-Regions and departements-2016.svg\|600px\|{{#if:Carte de France affichant la position géographique des stades\|Carte de France affichant la position géographique des stades\|Tournoi masculin de football aux Jeux olympiques d'été de 2024 est dans la page France.]]Marseille Décines-Charpieu Paris Bordeaux Saint-Étienne Nice Nantes | Capacité : 41 965                                  |
| [[Fichier:France location map-Regions and departements-2016.svg\|600px\|{{#if:Carte de France affichant la position géographique des stades\|Carte de France affichant la position géographique des stades\|Tournoi masculin de football aux Jeux olympiques d'été de 2024 est dans la page France.]]Marseille Décines-Charpieu Paris Bordeaux Saint-Étienne Nice Nantes | [[Fichier:France location map-Regions and departements-2016.svg\|600px\|{{#if:Carte de France affichant la position géographique des stades\|Carte de France affichant la position géographique des stades\|Tournoi masculin de football aux Jeux olympiques d'été de 2024 est dans la page France.]]Marseille Décines-Charpieu Paris Bordeaux Saint-Étienne Nice Nantes | [[Fichier:France location map-Regions and departements-2016.svg\|600px\|{{#if:Carte de France affichant la position géographique des stades\|Carte de France affichant la position géographique des stades\|Tournoi masculin de football aux Jeux olympiques d'été de 2024 est dans la page France.]]Marseille Décines-Charpieu Paris Bordeaux Saint-Étienne Nice Nantes | Photographie intérieure du Stade Geoffroy-Guichard |

### Tirage au sort
Les seize sélections masculines sont réparties en quatre chapeaux, en fonction d'un classement établi selon leurs performances lors des cinq dernières éditions du tournoi olympique de football. Ce classement est pondéré pour accorder une importance accrue aux résultats les plus récents. De plus, un bonus est attribué aux nations ayant terminé en tête de leurs qualifications continentales. En tant que pays hôte, la France sera placée dans le chapeau 1, aux côtés des équipes les mieux classées.
Le tirage au sort a lieu le 20 mars 2024 à 20 heures au siège du comité d'organisation des Jeux à Saint-Denis. Parmi les présents figuraient notamment Tony Estanguet, président du comité, Arsène Wenger, directeur du développement du football mondial de la FIFA, Thierry Henry et Hervé Renard, sélectionneurs des équipes de France olympique masculine et féminine, ainsi que des sélectionneurs d’équipes qualifiées et des athlètes, y compris des joueurs de l’équipe de France championne olympique lors du tournoi de 1984,.
Le tirage au sort a été effectué par Javier Saviola, Didier Drogba, Stephanie Labbé et Marie-José Pérec, sous la direction de Sarai Bareman, directrice du football féminin et Jaime Yarza, directeur des compétitions.
| Chapeau 1                                      | Chapeau 2                               | Chapeau 3                   | Chapeau 4                                         |
| ---------------------------------------------- | --------------------------------------- | --------------------------- | ------------------------------------------------- |
| France (pays hôte) Japon Ouzbékistan Argentine | Espagne Nouvelle-Zélande Paraguay Maroc | États-Unis Égypte Irak Mali | République dominicaine (en) Israël Ukraine Guinée |

| Groupe A              | Groupe B       | Groupe C                         | Groupe D      |
| --------------------- | -------------- | -------------------------------- | ------------- |
| (A1) France           | (B1) Argentine | (C1) Ouzbékistan                 | (D1) Japon    |
| (A2) États-Unis       | (B2) Maroc     | (C2) Espagne                     | (D2) Paraguay |
| (A3) Guinée           | (B3) Irak      | (C3) Égypte                      | (D3) Mali     |
| (A4) Nouvelle-Zélande | (B4) Ukraine   | (C4) République dominicaine (en) | (D4) Israël   |

## Acteurs du tournoi

### Équipes qualifiées

Équipes qualifiées pour les tournois masculin et féminin
Équipes qualifiées pour le tournoi masculin
Équipes qualifiées pour le tournoi féminin

Chaque comité national olympique peut engager une seule équipe dans la compétition.
Les épreuves qualificatives du tournoi masculin de football des Jeux olympiques se déroulent de juin 2022 à mai 2024. En tant que pays hôte, la France est qualifiée d'office, tandis que les autres équipes passent par différents modes de qualifications continentales,.
Sur les quinze places restantes, deux sont attribuées à la suite de la septième édition du Championnat de la CONCACAF des moins de 20 ans, qui s'est déroulé au Honduras du 18 juin au 3 juillet 2022. Les deux confédérations nationales les mieux classées lors de cet événement se voient chacune octroyer une place de quota pour leur Comité national olympique respectif. À cet égard, les États-Unis et la République domincaine, respectivement vainqueur et finaliste de cette compétition, bénéficient de ces quotas.
Un an plus tard, lors du Championnat d'Europe espoirs, trois nouvelles places pour les Jeux olympiques sont attribuées. Bien que l'Angleterre ait remporté la compétition, elle n'est pas éligible à la qualification olympique car la Grande-Bretagne ne dispose pas d'une équipe de football olympique. Pour constituer une telle équipe et représenter le Royaume-Uni aux Jeux olympiques, la FIFA exigeait un accord unanime des fédérations écossaise, galloise et nord-irlandaise, accord que l'Angleterre n'a pas obtenu. Les places sont alors attribuées au finaliste, l'Espagne, et aux deux demi-finalistes, Israël et l'Ukraine. Trois places supplémentaires sont également attribuées lors de la Coupe d'Asie des moins de 23 ans et de la Coupe d'Afrique des nations des moins de 23 ans. En Asie, le Japon, vainqueur de la compétition, ainsi que l'Ouzbékistan, finaliste, et l'Irak, troisième, obtiennent leur qualification pour les Jeux olympiques,. Du côté africain, le Maroc, qui remporte le tournoi, est accompagné par l'Égypte, finaliste, et le Mali, troisième, pour représenter le continent aux Jeux olympiques.
Deux tournois de qualification olympiques sont également organisés pour définir les représentants sud-américains et océanien. Lors du tournoi de l'tournoi de l'OFC, la Nouvelle-Zélande s'impose aisément en finale, décrochant ainsi l'unique place attribuée au continent océanien. Quant au tournoi de la CONMEBOL, le Paraguay et l'Argentine, terminant respectivement premier et deuxième de la phase finale, se qualifient pour le tournoi olympique, au détriment du Brésil, champion olympique en titre,,. Pas moins de neuf autres sélections présentes à Tokyo trois ans auparavant ne sont pas parvenues à se qualifier. Il s'agit de l'Afrique du Sud, de la Allemagne, de l'Arabie saoudite, de l'Australie, de la Corée du Sud, de la Côté d'Ivoire, du Honduras, de la Roumanie et du Mexique médaillé de bronze au Japon.
Pour déterminer l'identité du dernier participant, un match de barrage est organisé entre la Guinée, quatrième de la Coupe d'Afrique, et l'Indonésie, quatrième de la Coupe d'Asie. La rencontre se tient au Stade Pierre Pibarot de Clairefontaine-en-Yvelines le 9 mai 2024 à 14 heures. La Guinée l'emporte un but à zéro grâce à un penalty transformé par Ilaix Moriba à la demi-heure de jeu. Malgré un deuxième penalty manqué en fin de match, l'équipe guinéenne réussit à maintenir son avantage et se qualifie pour le tournoi olympique, une première pour le pays depuis les Jeux de 1968 à Mexico.
| Tournoi qualificatif                                 | Date                          | Lieu             | Places | Qualifiés                              | Dernière participation |
| ---------------------------------------------------- | ----------------------------- | ---------------- | ------ | -------------------------------------- | ---------------------- |
| Pays organisateur                                    |                               |                  | 1      | France                                 | 2020                   |
| Championnat de la CONCACAF des moins de 20 ans 2022  | 18 juin au 3 juillet 2022     | Honduras         | 2      | États-Unis République dominicaine (en) | 2008 Première          |
| Championnat d'Europe espoirs 2023                    | 21 juin au 8 juillet 2023     | Géorgie Roumanie | 3      | Espagne Israël Ukraine                 | 2020 1976 Première     |
| Coupe d'Afrique des nations des moins de 23 ans 2023 | 24 juin au 8 juillet 2023     | Maroc            | 3      | Maroc Égypte Mali                      | 2012 2020 2004         |
| Tournoi pré-olympique de l'OFC 2023                  | 27 août au 9 septembre 2023   | Nouvelle-Zélande | 1      | Nouvelle-Zélande                       | 2020                   |
| Tournoi pré-olympique de la CONMEBOL 2024            | 20 janvier au 11 février 2024 | Venezuela        | 2      | Paraguay Argentine                     | 2004 2020              |
| Coupe d'Asie des moins de 23 ans 2024                | 15 avril au 3 mai 2024        | Qatar            | 3      | Japon Ouzbékistan Irak                 | 2020 Première 2016     |
| Barrage AFC / CAF                                    | 9 mai 2024                    | France           | 1      | Guinée                                 | 1968                   |
| Total                                                | Total                         | Total            | 16     |                                        |                        |

### Joueurs
Les seize équipes nationales participantes doivent soumettre leurs effectifs composés de 18 joueurs - dont deux gardiens de but - avant le 3 juillet 2024, soit 21 jours avant le premier match. Au moins quinze joueurs devaient être nés le 1er janvier 2001 ou après, avec la possibilité d'inclure jusqu'à trois joueurs plus âgés à titre exceptionnel. En outre, chaque équipe pouvait désigner jusqu'à quatre joueurs remplaçants, numérotés de 19 à 22, avec un maximum de trois joueurs de champ, le quatrième devant obligatoirement être un gardien de but. En cas de blessure ou de maladie d'un joueur de la liste principale, celui-ci peut être remplacé par un joueur de la liste des remplaçants. Seuls les joueurs inscrits sur ces listes sont autorisés à participer au tournoi. Les listes finales des effectifs, avec les numéros de maillot, ont été publiées par la FIFA le 11 juillet 2024,.

### Arbitres
Le 3 avril 2024, la FIFA a sélectionné douze trios d'arbitres de terrain pour le tournoi masculin ainsi que vingt arbitres vidéo et six arbitres remplaçants pour les deux tournois. Il s'agit d'ailleurs de la deuxième utilisation de l'Assistance vidéo à l'arbitrage (VAR) dans une compétition olympique après l'édition de Tokyo trois ans auparavant.
| Confédérations | Arbitres                   | Arbitres assistants                       | Arbitres remplaçants            |
| -------------- | -------------------------- | ----------------------------------------- | ------------------------------- |
| AFC            | Adel Al-Naqbi              | Sabet Al-Ali Ahmed Al-Rashadi             | Veronika Bernatskaia            |
| AFC            | Ilgiz Tantashev            | Timur Gaynullin Andrey Tsapenko           | Veronika Bernatskaia            |
| CAF            | Mahmood Ali Ismail         | Jerson Emiliano dos Santos Stephen Yiembe | Shamirah Nabadda                |
| CAF            | Dahane Beida               | Liban Abdoulrazack Ahmed Elvis Noupue     | Shamirah Nabadda                |
| CONCACAF       | Drew Fischer               | Lyes Arfa Micheal Barwegen                | Odette Hamilton                 |
| CONCACAF       | Saíd Martínez              | Walter López Christian Ramírez            | Odette Hamilton                 |
| CONMEBOL       | Ramon Abatti               | Rafael Alves Guillerme Camilo             | Anahí Fernández                 |
| CONMEBOL       | Yael Falcón                | Maximiliano Del Yesso Facundo Rodríguez   | Anahí Fernández                 |
| OFC            | Campbell-Kirk Kawana-Waugh | Bernard Mutukera Isaac Trevis             | NC                              |
| UEFA           | François Letexier          | Cyril Mugnier Mehdi Rahmouni              | Jelena Cvetković Frida Klarlund |
| UEFA           | Espen Eskås                | Isaak Bashevkin Jan Erik Engan            | Jelena Cvetković Frida Klarlund |
| UEFA           | Glenn Nyberg               | Mahbod Beigi Andreas Söderkvist           | Jelena Cvetković Frida Klarlund |

| Confédérations | Arbitres VAR            |
| -------------- | ----------------------- |
| AFC            | Khamis Al-Marri         |
| AFC            | Kate Jacewicz           |
| AFC            | Sivakorn Pu-udom        |
| CAF            | Mahmoud Ashour          |
| CAF            | Lahlou Benbraham        |
| CONCACAF       | Tatiana Guzmán          |
| CONCACAF       | Guillermo Pacheco       |
| CONCACAF       | Daneon Parchment        |
| CONMEBOL       | Rodrigo Carvajal        |
| CONMEBOL       | Leodán González         |
| CONMEBOL       | Daiane Muniz            |
| CONMEBOL       | Héctor Paletta          |
| UEFA           | Ivan Bebek              |
| UEFA           | Jérôme Brisard          |
| UEFA           | David Coote             |
| UEFA           | Carlos del Cerro Grande |
| UEFA           | Rob Dieperink           |
| UEFA           | Ovidiu Hațegan          |
| UEFA           | Katalin Kulcsár         |
| UEFA           | Paolo Valeri            |

## Compétition

### Premier tour
Les deux premiers de chaque groupe se qualifient pour les quarts de finale.
Chaque équipe reçoit trois points pour une victoire et un pour un match nul. En cas d'égalité de points dans un groupe les équipes sont départagées suivant :
1. la meilleure différence de buts ;
2. le plus grand nombre de buts marqués ;
3. le plus grand nombre de points obtenus dans les matches de groupe entre les équipes concernées ;
4. la différence de buts particulière dans les matches de groupe entre les équipes concernées ;
5. le plus grand nombre de buts marqués dans les matches de groupe entre les équipes concernées ;
6. le plus petit nombre de points au classement du fair play ;
7. tirage au sort.

#### Groupe A
| Rang | Équipe           | Pts | J | G | N | P | Bp | Bc | Diff |
| ---- | ---------------- | --- | - | - | - | - | -- | -- | ---- |
| 1    | France           | 9   | 3 | 3 | 0 | 0 | 7  | 0  | +7   |
| 2    | États-Unis       | 6   | 3 | 2 | 0 | 1 | 7  | 4  | +3   |
| 3    | Nouvelle-Zélande | 3   | 3 | 1 | 0 | 2 | 3  | 8  | -5   |
| 4    | Guinée           | 0   | 3 | 0 | 0 | 3 | 1  | 6  | -5   |

##### 1rejournée
| 24 juillet 2024 | Guinée               | 1 - 2   | Nouvelle-Zélande                   | Stade de Nice, Nice                                                             |                                                                                 |
| 17h00 UTC+2     | (Baldé ) Diawara 72e | (0 - 1) | 25e Garbett · 76e Waine (Bayliss ) | Spectateurs : 4 909 Diffuseur : France 2 et Eurosport Arbitrage : Adel Al-Naqbi | Spectateurs : 4 909 Diffuseur : France 2 et Eurosport Arbitrage : Adel Al-Naqbi |
| 17h00 UTC+2     | Soumah 90+4e         | Rapport | 90+6e Bell                         | Spectateurs : 4 909 Diffuseur : France 2 et Eurosport Arbitrage : Adel Al-Naqbi | Spectateurs : 4 909 Diffuseur : France 2 et Eurosport Arbitrage : Adel Al-Naqbi |

| 24 juillet 2024 | France                                                                | 3 - 0   | États-Unis  | Stade de Marseille, Marseille                                                  |                                                                                |
| 21h00 UTC+2     | (Olise ) Lacazette 61e · (Lacazette ) Olise 69e · (Chotard ) Badé 85e | (0 - 0) |             | Spectateurs : 48 721 Diffuseur : France 2 et Eurosport Arbitrage : Yael Falcón | Spectateurs : 48 721 Diffuseur : France 2 et Eurosport Arbitrage : Yael Falcón |
| 21h00 UTC+2     | Sildillia 17e                                                         | Rapport | 37e Paredes | Spectateurs : 48 721 Diffuseur : France 2 et Eurosport Arbitrage : Yael Falcón | Spectateurs : 48 721 Diffuseur : France 2 et Eurosport Arbitrage : Yael Falcón |

##### 2ejournée
| 27 juillet 2024 | Nouvelle-Zélande       | 1 - 4   | États-Unis                                                                           | Stade de Marseille, Marseille                |                                              |
| 19h00 UTC+2     | ( Garbett) Randall 78e | (0 - 3) | 8e (pen.) Mihailovic · 12e Zimmerman ( Mihailovic) · 30e Busio · 58e Aaronson ( Yow) | Spectateurs : 9 468 Arbitrage : Glenn Nyberg | Spectateurs : 9 468 Arbitrage : Glenn Nyberg |
| 19h00 UTC+2     | Sutton 63e             | Rapport | 45+2e Tessman                                                                        | Spectateurs : 9 468 Arbitrage : Glenn Nyberg | Spectateurs : 9 468 Arbitrage : Glenn Nyberg |

| 27 juillet 2024 | France                     | 1 - 0   | Guinée    | Stade de Nice, Nice                              |                                                  |
| 21h00 UTC+2     | ( Olise) Sildillia 76e     | (0 - 0) |           | Spectateurs : 25 965 Arbitrage : Ilgiz Tantashev | Spectateurs : 25 965 Arbitrage : Ilgiz Tantashev |
| 21h00 UTC+2     | Badé 45+9e · Lacazette 49e | Rapport | 74e Keïta | Spectateurs : 25 965 Arbitrage : Ilgiz Tantashev | Spectateurs : 25 965 Arbitrage : Ilgiz Tantashev |

##### 3ejournée
| 30 juillet 2024 | États-Unis                       | 3 - 0   | Guinée        | Stade Geoffroy-Guichard, Saint-Étienne        |                                               |
| 19h00 UTC+2     | Mihailović 14e · Paredes 31e 75e | (2 - 0) |               | Spectateurs : 6 245 Arbitrage : Tess Olofsson | Spectateurs : 6 245 Arbitrage : Tess Olofsson |
| 19h00 UTC+2     | Dietz 36e                        | Rapport | 38e O. Camara | Spectateurs : 6 245 Arbitrage : Tess Olofsson | Spectateurs : 6 245 Arbitrage : Tess Olofsson |

| 30 juillet 2024 | Nouvelle-Zélande | 0 - 3   | France                                 | Stade de Marseille, Marseille                      |                                                    |
| 19h00 UTC+2     |                  | (0 - 1) | 19e Mateta · 71e Doué · 74e Kalimuendo | Spectateurs : 45 790 Arbitrage : Katia García (en) | Spectateurs : 45 790 Arbitrage : Katia García (en) |
| 19h00 UTC+2     | Kelly-Heald 63e  | Rapport |                                        | Spectateurs : 45 790 Arbitrage : Katia García (en) | Spectateurs : 45 790 Arbitrage : Katia García (en) |

#### Groupe B

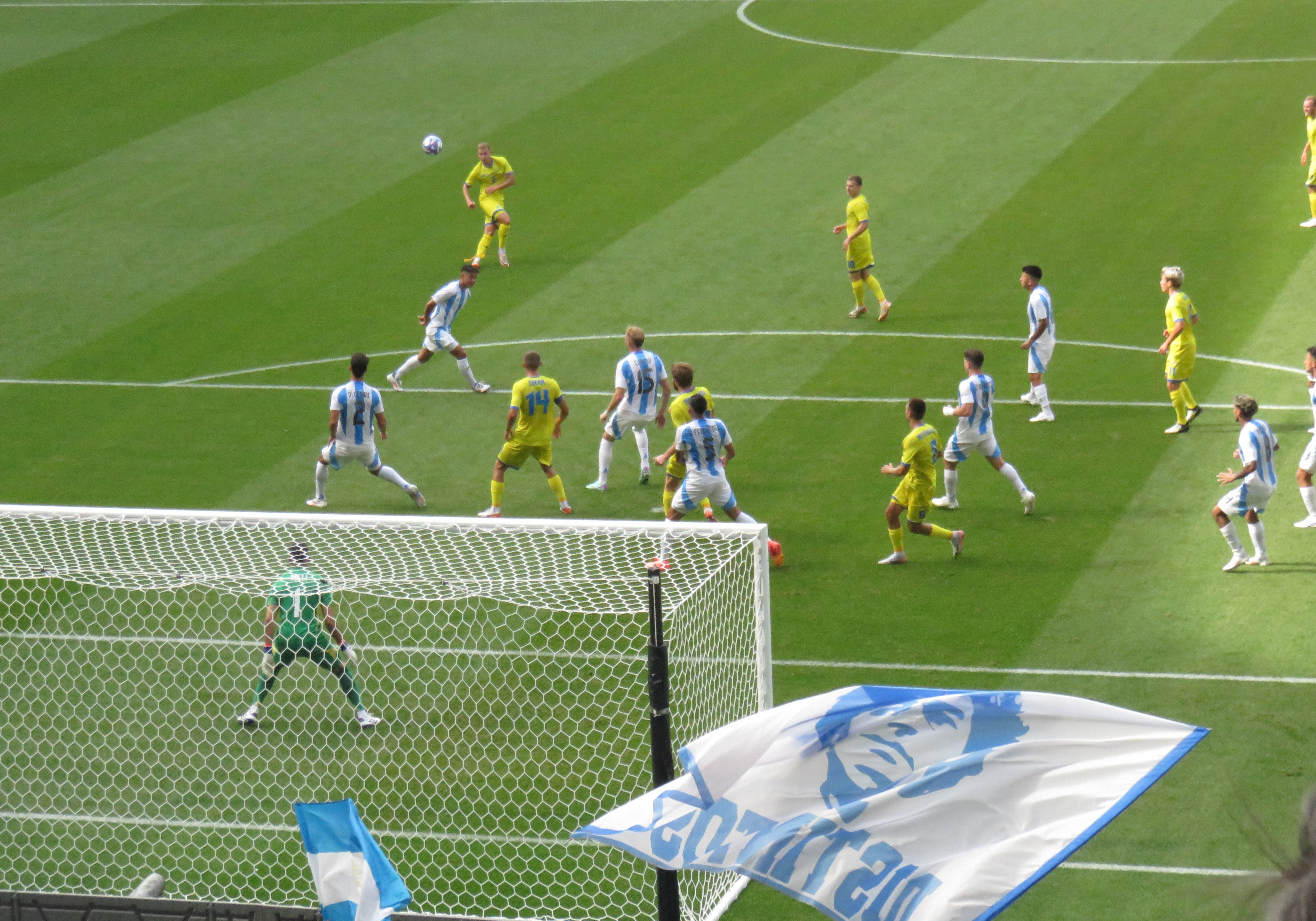
Match Ukraine-Argentine.

| Rang | Équipe    | Pts | J | G | N | P | Bp | Bc | Diff |
| ---- | --------- | --- | - | - | - | - | -- | -- | ---- |
| 1    | Maroc     | 6   | 3 | 2 | 0 | 1 | 6  | 3  | +3   |
| 2    | Argentine | 6   | 3 | 2 | 0 | 1 | 6  | 3  | +3   |
| 3    | Ukraine   | 3   | 3 | 1 | 0 | 2 | 3  | 5  | -2   |
| 4    | Irak      | 3   | 3 | 1 | 0 | 2 | 3  | 7  | -4   |

##### 1rejournée
| 24 juillet 2024 | Argentine                       | 1 - 2   | Maroc                                                                                            | Stade Geoffroy-Guichard, Saint-Étienne                                          |                                                                                 |
| 15h00 UTC+2     | (Soler ) Simeone 68e            | (0 - 1) | 45+2e 49e (pen.) Rahimi (El Khannouss )                                                          | Spectateurs : 26 717 Diffuseur : France 2 et Eurosport Arbitrage : Glenn Nyberg | Spectateurs : 26 717 Diffuseur : France 2 et Eurosport Arbitrage : Glenn Nyberg |
| 15h00 UTC+2     | Fernández 89e · Di Cesare 90+9e | Rapport | 39e Akhomach · 45+2e El Khannouss · 61e El Ouahdi · 70e Rahimi · 87e Targhalline · 89e El Kajoui | Spectateurs : 26 717 Diffuseur : France 2 et Eurosport Arbitrage : Glenn Nyberg | Spectateurs : 26 717 Diffuseur : France 2 et Eurosport Arbitrage : Glenn Nyberg |

La rencontre opposant l'équipe d'Argentine et celle du Maroc donne lieu à une fin de match totalement confuse. Alors que les Marocains mènent deux buts à un, l'équipe arbitrale annonce seize minutes d'arrêts de jeu, une durée justifiée notamment par plusieurs entrées de spectateurs sur le terrain au cours de la seconde mi-temps. À la 105e minute de jeu, l'argentin Cristian Medina égalise d'un coup de tête. Plusieurs joueurs marocains signalent à l'arbitre suédois Glenn Nyberg un possible hors-jeu. Mais les argentins qui célèbrent leur but sont alors ciblés par des supporters marocains avec des jets de canettes et de bouteilles. Un pétard explose même à côté d'eux et des supporters commencent à envahir la pelouse. Par mesure de sécurité, l'arbitre renvoie tout le monde aux vestiaires. Les joueurs des deux équipes pensent la rencontre terminée, comme les supporters qui quittent le stade alors que ce sont les CRS qui font évacuer le terrain des supporters qui commençaient à l'envahir. Mais pour l'arbitre, le match n'est que suspendu, et au vu des incidents ne pourra reprendre qu'à huis-clos. Ni les staffs ni les joueurs ne souhaitent reprendre, convaincus que le match est terminé et compte tenu des faibles délais de récupération pour une compétition en étant à son premier match. Pendant de longues minutes aucune décision n'est arrêtée entre l'arbitre et les délégués, et ni la FIFA ni le CIO ne communiquent, personne n'étant donc au courant de ce qui se passe. Finalement, deux heures après l'arrêt de la rencontre, l'arbitre Nyberg fait revenir les joueurs, fait appel à la VAR qui annule le but argentin, et fait reprendre le match à 2-1 dans un stade vide. Il siffle la véritable fin de la rencontre trois minutes plus tard.
| 24 juillet 2024 | Irak                           | 2 - 1   | Ukraine                      | Stade de Lyon, Décines-Charpieu                                           |                                                                           |
| 19h00 UTC+2     | Hussein 56e (pen.) · Jasim 75e | (0 - 0) | 53e Roubtchynskyi            | Spectateurs : 10 637 Diffuseur : Eurosport Arbitrage : Mahmood Ali Ismail | Spectateurs : 10 637 Diffuseur : Eurosport Arbitrage : Mahmood Ali Ismail |
| 19h00 UTC+2     | Amer 52e · Hasan 90+12e        | Rapport | 26e Kriskiv · 56e Talovierov | Spectateurs : 10 637 Diffuseur : Eurosport Arbitrage : Mahmood Ali Ismail | Spectateurs : 10 637 Diffuseur : Eurosport Arbitrage : Mahmood Ali Ismail |

##### 2ejournée
| 27 juillet 2024 | Argentine                                                              | 3 - 1   | Irak                            | Stade de Lyon, Décines-Charpieu              |                                              |
| 15h00 UTC+2     | (Álvarez ) Almada 13e · (Zenón ) Gondou 62e · (Álvarez ) Fernández 85e | (1 - 1) | 45+4e Hussein (Maknzi )         | Spectateurs : 30 008 Arbitrage : Espen Eskås | Spectateurs : 30 008 Arbitrage : Espen Eskås |
| 15h00 UTC+2     | García (en) 50e · Gondou 89e                                           | Rapport | 46e Tahseen (en) · 52e Mohammed | Spectateurs : 30 008 Arbitrage : Espen Eskås | Spectateurs : 30 008 Arbitrage : Espen Eskås |

| 27 juillet 2024 | Ukraine                                  | 2 - 1   | Maroc             | Stade Geoffroy-Guichard, Saint-Étienne         |                                                |
| 17h00 UTC+2     | ( Braharu) Kryskiv 21e · Krasnopir 90+8e | (1 - 0) | 64e (pen.) Rahimi | Spectateurs : 28 655 Arbitrage : Saíd Martínez | Spectateurs : 28 655 Arbitrage : Saíd Martínez |
| 17h00 UTC+2     | Sikane 34e · Khlan 52e                   | Rapport | 37e Richardson    | Spectateurs : 28 655 Arbitrage : Saíd Martínez | Spectateurs : 28 655 Arbitrage : Saíd Martínez |

##### 3ejournée
| 30 juillet 2024 | Ukraine | 0 - 2   | Argentine                    | Stade de Lyon, Décines-Charpieu               |                                               |
| 17h00 UTC+2     |         | (0 - 0) | 47e Almada · 91+1e Echeverri | Spectateurs : 10 017 Arbitrage : Dahane Beida | Spectateurs : 10 017 Arbitrage : Dahane Beida |
| 17h00 UTC+2     | Rapport |         |                              | Spectateurs : 10 017 Arbitrage : Dahane Beida | Spectateurs : 10 017 Arbitrage : Dahane Beida |

| 30 juillet 2024 | Maroc                                        | 3 - 0   | Irak | Stade de Nice, Nice                           |                                               |
| 17h00 UTC+2     | Richardson 19e · Rahimi 28e · Ezzalzouli 36e | (3 - 0) |      | Spectateurs : 19 300 Arbitrage : Ramon Abatti | Spectateurs : 19 300 Arbitrage : Ramon Abatti |
| 17h00 UTC+2     | Rapport                                      |         |      | Spectateurs : 19 300 Arbitrage : Ramon Abatti | Spectateurs : 19 300 Arbitrage : Ramon Abatti |

#### Groupe C

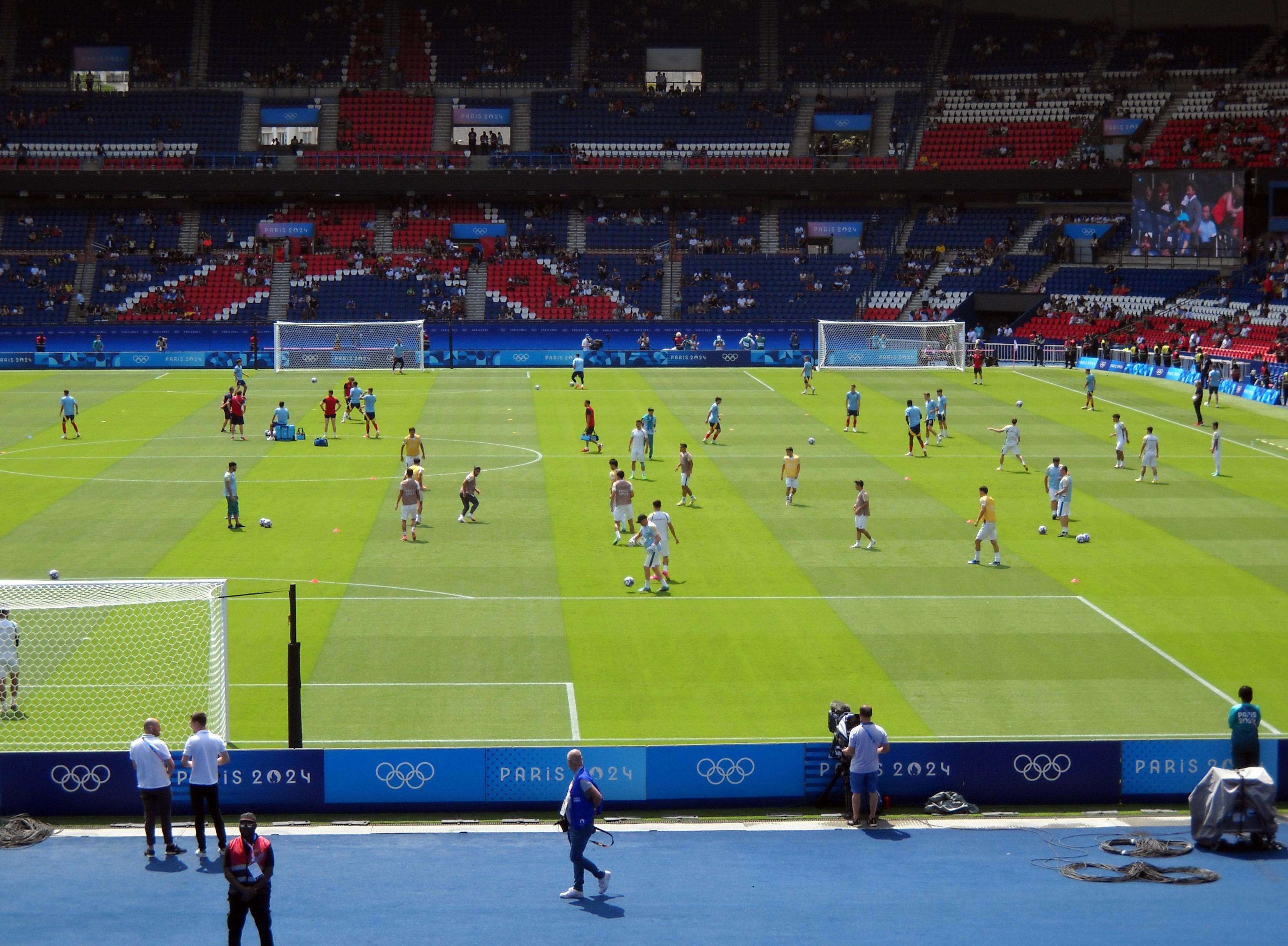
Ouzbékistan - Espagne.

| Rang | Équipe                      | Pts | J | G | N | P | Bp | Bc | Diff |
| ---- | --------------------------- | --- | - | - | - | - | -- | -- | ---- |
| 1    | Égypte                      | 7   | 3 | 2 | 1 | 0 | 3  | 1  | +2   |
| 2    | Espagne                     | 6   | 3 | 2 | 0 | 1 | 6  | 4  | +2   |
| 3    | République dominicaine (en) | 2   | 3 | 0 | 2 | 1 | 2  | 4  | -2   |
| 4    | Ouzbékistan                 | 1   | 3 | 0 | 1 | 2 | 2  | 4  | -2   |

##### 1rejournée
| 24 juillet 2024 | Ouzbékistan                                   | 1 - 2   | Espagne                                                            | Parc des Princes, Paris                                             |                                                                     |
| 15h00 UTC+2     | Shomurodov 45+3e (pen.)                       | (1 - 1) | 29e Pubill (Ruiz ) · 63e Gómez (Miranda )                          | Spectateurs : 46 500 Diffuseur : Eurosport Arbitrage : Dahane Beida | Spectateurs : 46 500 Diffuseur : Eurosport Arbitrage : Dahane Beida |
| 15h00 UTC+2     | Jaloliddinov 36e · Buriev 61e · Kholmatov 68e | Rapport | 5e Cubarsí · 37e Pubill · 81e Bernabé · 81e Ruiz · 90+8e Omorodion | Spectateurs : 46 500 Diffuseur : Eurosport Arbitrage : Dahane Beida | Spectateurs : 46 500 Diffuseur : Eurosport Arbitrage : Dahane Beida |

| 24 juillet 2024 | Égypte    | 0 - 0   | République dominicaine (en) | Stade de la Beaujoire, Nantes                                            |                                                                          |
| 17h00 UTC+2     |           | (0 - 0) |                             | Spectateurs : 13 945 Diffuseur : Eurosport Arbitrage : Yoshimi Yamashita | Spectateurs : 13 945 Diffuseur : Eurosport Arbitrage : Yoshimi Yamashita |
| 17h00 UTC+2     | Fayed 68e | Rapport | 44e Messina · 85e Baez      | Spectateurs : 13 945 Diffuseur : Eurosport Arbitrage : Yoshimi Yamashita | Spectateurs : 13 945 Diffuseur : Eurosport Arbitrage : Yoshimi Yamashita |

##### 2ejournée
| 27 juillet 2024 | République dominicaine (en)      | 1 - 3   | Espagne                                                | Stade de Bordeaux, Bordeaux                    |                                                |
| 15h00 UTC+2     | (Azcona ) Montes de Oca (de) 38e | (1 - 1) | 24e López · 55e Baena (Oroz ) · 70e Gutiérrez (López ) | Spectateurs : 16 099 Arbitrage : Adel Al-Naqbi | Spectateurs : 16 099 Arbitrage : Adel Al-Naqbi |
| 15h00 UTC+2     | Azcona 45+1e                     | Rapport | 45+2e Cubarsí · 90+3e Pacheco                          | Spectateurs : 16 099 Arbitrage : Adel Al-Naqbi | Spectateurs : 16 099 Arbitrage : Adel Al-Naqbi |

| 27 juillet 2024 | Ouzbékistan      | 0 - 1   | Égypte                               | Stade de la Beaujoire, Nantes                               |                                                             |
| 17h00 UTC+2     |                  | (0 - 1) | 11e Kouka                            | Spectateurs : 20 658 Arbitrage : Campbell-Kirk Kawana-Waugh | Spectateurs : 20 658 Arbitrage : Campbell-Kirk Kawana-Waugh |
| 17h00 UTC+2     | Rakhmonaliev 86e | Rapport | 35e Shehata (en) · 90+4e Mashar (en) | Spectateurs : 20 658 Arbitrage : Campbell-Kirk Kawana-Waugh | Spectateurs : 20 658 Arbitrage : Campbell-Kirk Kawana-Waugh |

##### 3ejournée
| 30 juillet 2024 | Espagne                  | 1 - 2   | Égypte                      | Stade de Bordeaux, Bordeaux                                         |                                                                     |
| 15h00 UTC+2     | (Camello ) Omorodion 90e | (0 - 1) | Adel 40e (Zizo ) · Adel 62e | Spectateurs : 12 180 Diffuseur : Eurosport Arbitrage : Drew Fischer | Spectateurs : 12 180 Diffuseur : Eurosport Arbitrage : Drew Fischer |
| 15h00 UTC+2     |                          | Rapport | 6e Eid (en)                 | Spectateurs : 12 180 Diffuseur : Eurosport Arbitrage : Drew Fischer | Spectateurs : 12 180 Diffuseur : Eurosport Arbitrage : Drew Fischer |

| 30 juillet 2024 | République dominicaine (en) | 1 - 1   | Ouzbékistan  | Parc des Princes, Paris                                               |                                                                       |
| 15h00 UTC+2     | Nuñez 51e (pen.)            | (0 - 0) | Olidov 58e   | Spectateurs : 30 475 Diffuseur : Eurosport Arbitrage : Mahmood Ismail | Spectateurs : 30 475 Diffuseur : Eurosport Arbitrage : Mahmood Ismail |
| 15h00 UTC+2     | de Lucas (en) 54e           | Rapport | 25e Khusanov | Spectateurs : 30 475 Diffuseur : Eurosport Arbitrage : Mahmood Ismail | Spectateurs : 30 475 Diffuseur : Eurosport Arbitrage : Mahmood Ismail |

#### Groupe D

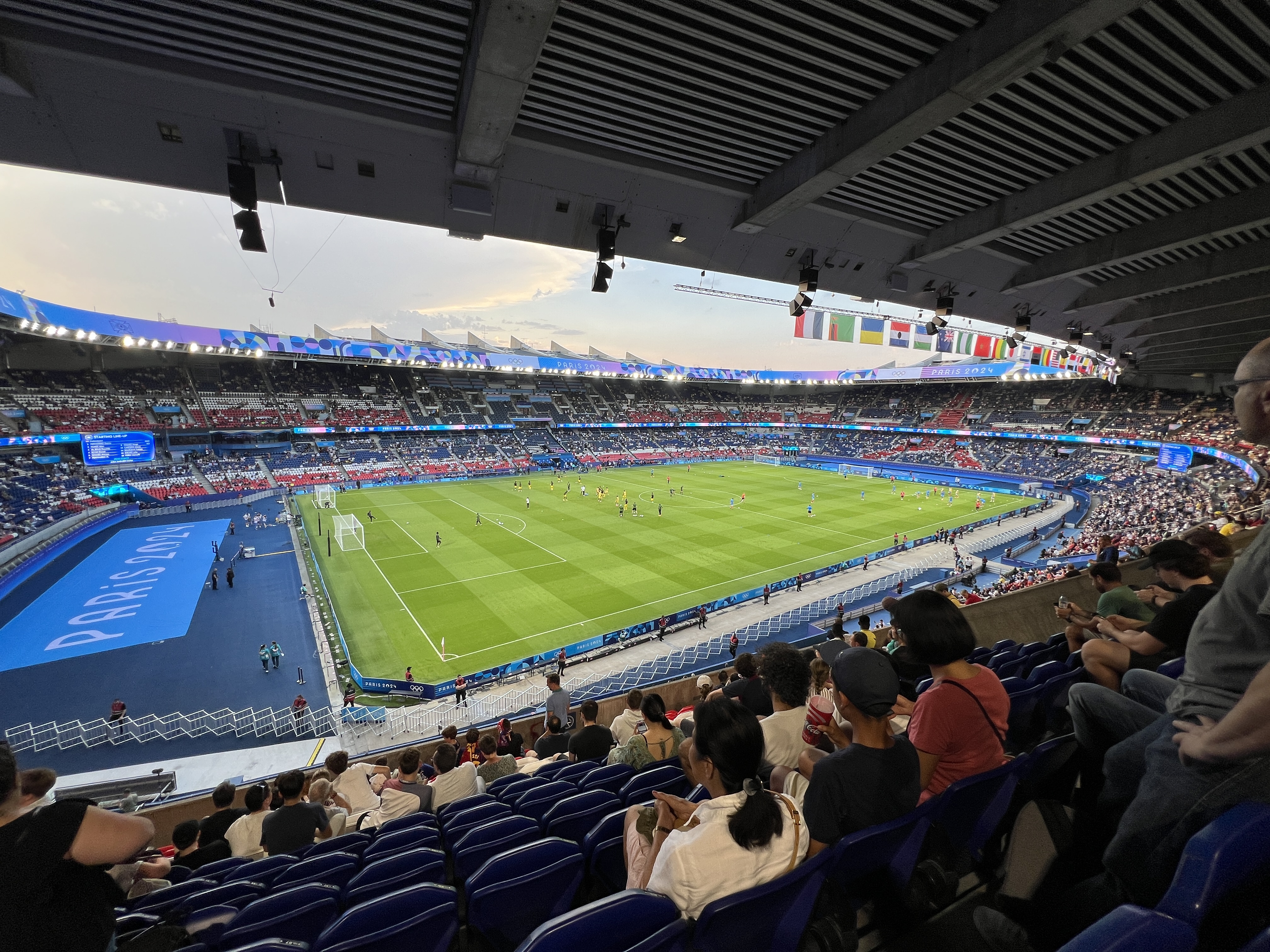
Paraguay-Mali.

| Rang | Équipe   | Pts | J | G | N | P | Bp | Bc | Diff |
| ---- | -------- | --- | - | - | - | - | -- | -- | ---- |
| 1    | Japon    | 9   | 3 | 3 | 0 | 0 | 7  | 0  | +7   |
| 2    | Paraguay | 6   | 3 | 2 | 0 | 1 | 5  | 7  | -2   |
| 3    | Mali     | 1   | 3 | 0 | 1 | 2 | 1  | 3  | -2   |
| 4    | Israël   | 1   | 3 | 0 | 1 | 2 | 3  | 6  | -3   |

##### 1rejournée
| 24 juillet 2024 | Japon                                                                                           | 5 - 0   | Paraguay                                                 | Stade de Bordeaux, Bordeaux                                              |                                                                          |
| 19h00 UTC+2     | (Ōhata ) Mito 19e · (Saito ) Mito 63e · (Saito ) Yamamoto 69e · Fujio 81e · (Hosoya ) Fujio 87e | (1 - 0) |                                                          | Spectateurs : 14 000 Diffuseur : Eurosport Arbitrage : François Letexier | Spectateurs : 14 000 Diffuseur : Eurosport Arbitrage : François Letexier |
| 19h00 UTC+2     | Takai 49e · Sekine 57e                                                                          | Rapport | 8e Fernandez · 24e Viera · 80e De Jesus · 90+5e González | Spectateurs : 14 000 Diffuseur : Eurosport Arbitrage : François Letexier | Spectateurs : 14 000 Diffuseur : Eurosport Arbitrage : François Letexier |

| 24 juillet 2024 | Mali                  | 1 - 1   | Israël           | Parc des Princes, Paris                                                           |                                                                                   |
| 21h00 UTC+2     | (Diarra ) Doumbia 63e | (0 - 0) | 56e (csc) Diallo | Spectateurs : 26 305 Diffuseur : Eurosport Arbitrage : Campbell-Kirk Kawana-Waugh | Spectateurs : 26 305 Diffuseur : Eurosport Arbitrage : Campbell-Kirk Kawana-Waugh |
| 21h00 UTC+2     | Diomandé 90+1e        | Rapport |                  | Spectateurs : 26 305 Diffuseur : Eurosport Arbitrage : Campbell-Kirk Kawana-Waugh | Spectateurs : 26 305 Diffuseur : Eurosport Arbitrage : Campbell-Kirk Kawana-Waugh |

##### 2ejournée
| 27 juillet 2024 | Israël                               | 2 - 4   | Paraguay                                                                                    | Parc des Princes, Paris                       |                                               |
| 19h00 UTC+2     | ( Lemkin) Gandelman 53e · Gloukh 80e | (0 - 1) | 65e Fernandez ( de Jesus) · 69e Enciso ( Gómez) · 90+3e Balbuena ( Gómez) · 90+6e Fernandez | Spectateurs : 28 887 Arbitrage : Drew Fischer | Spectateurs : 28 887 Arbitrage : Drew Fischer |
| 19h00 UTC+2     | Azoulay 81e                          | Rapport | 45+1e Caballero                                                                             | Spectateurs : 28 887 Arbitrage : Drew Fischer | Spectateurs : 28 887 Arbitrage : Drew Fischer |

| 27 juillet 2024 | Japon                     | 1 - 0   | Mali       | Stade de Bordeaux, Bordeaux                         |                                                     |
| 21h00 UTC+2     | Yamamoto 82e              | (0 - 0) |            | Spectateurs : 9 893 Arbitrage : Edina Alves Batista | Spectateurs : 9 893 Arbitrage : Edina Alves Batista |
| 21h00 UTC+2     | Fujita 28e · Nishio 45+1e | Rapport | 55e Jiddou | Spectateurs : 9 893 Arbitrage : Edina Alves Batista | Spectateurs : 9 893 Arbitrage : Edina Alves Batista |

##### 3ejournée
| 30 juillet 2024 | Paraguay     | 1 - 0   | Mali | Parc des Princes, Paris                                                |                                                                        |
| 21h00 UTC+2     | Fernández 5e | (1 - 0) |      | Spectateurs : 35 736 Diffuseur : Eurosport Arbitrage : Ilgiz Tantashev | Spectateurs : 35 736 Diffuseur : Eurosport Arbitrage : Ilgiz Tantashev |
| 21h00 UTC+2     | Rapport      |         |      | Spectateurs : 35 736 Diffuseur : Eurosport Arbitrage : Ilgiz Tantashev | Spectateurs : 35 736 Diffuseur : Eurosport Arbitrage : Ilgiz Tantashev |

| 30 juillet 2024 | Israël  | 0 - 1   | Japon        | Stade de la Beaujoire, Nantes                                                  |                                                                                |
| 21h00 UTC+2     |         | (0 - 0) | Hosoya 90+1e | Spectateurs : 11 671 Diffuseur : France 2, Eurosport Arbitrage : Said Martinez | Spectateurs : 11 671 Diffuseur : France 2, Eurosport Arbitrage : Said Martinez |
| 21h00 UTC+2     | Rapport |         |              | Spectateurs : 11 671 Diffuseur : France 2, Eurosport Arbitrage : Said Martinez | Spectateurs : 11 671 Diffuseur : France 2, Eurosport Arbitrage : Said Martinez |

### Phase à élimination directe

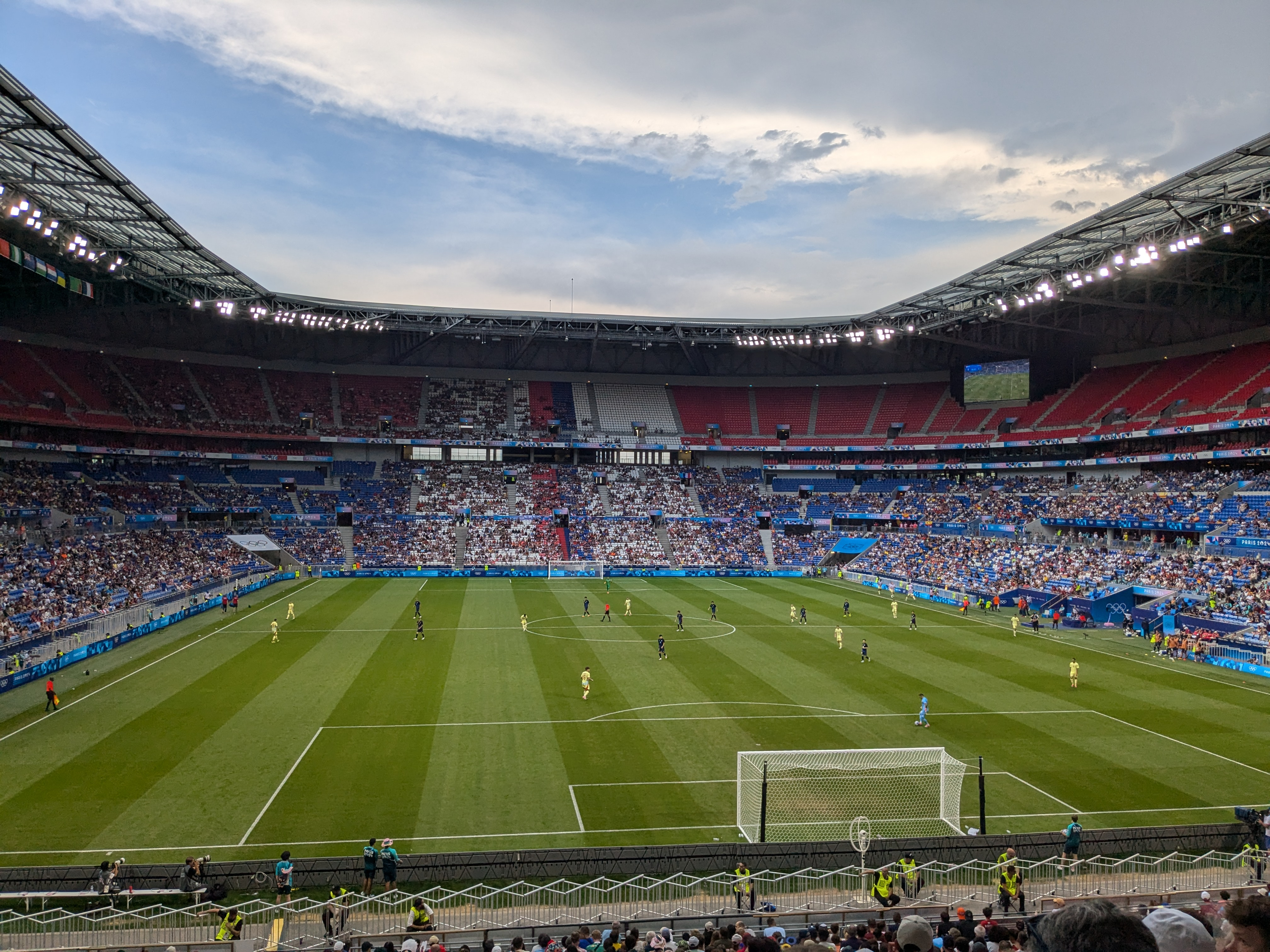
Japon-Espagne.

#### Tableau final
Les matchs à partir des quarts de finale sont à élimination directe. En cas de match nul à la fin du temps réglementaire, une prolongation de deux fois quinze minutes est jouée. Si les deux équipes sont toujours à égalité à la fin de la prolongation, une séance de tirs au but (tab) permet de les départager.
|  | Quarts de finale               | Quarts de finale       | Quarts de finale        | Quarts de finale       |        |        | Demi-finales                   | Demi-finales                   | Demi-finales                   | Demi-finales                   |                               |                               | Finale              | Finale              | Finale              | Finale              |
|  |                                |                        |                         |                        |        |        |                                |                                |                                |                                |                               |                               |                     |                     |                     |                     |
|  | 2 août 2024 - Bordeaux         | 2 août 2024 - Bordeaux | 2 août 2024 - Bordeaux  | 2 août 2024 - Bordeaux |        |        | 5 août 2024 - Décines-Charpieu | 5 août 2024 - Décines-Charpieu | 5 août 2024 - Décines-Charpieu | 5 août 2024 - Décines-Charpieu |                               |                               | 9 août 2024 - Paris | 9 août 2024 - Paris | 9 août 2024 - Paris | 9 août 2024 - Paris |
|  | 2 août 2024 - Bordeaux         | 2 août 2024 - Bordeaux | 2 août 2024 - Bordeaux  | 2 août 2024 - Bordeaux |        |        | 5 août 2024 - Décines-Charpieu | 5 août 2024 - Décines-Charpieu | 5 août 2024 - Décines-Charpieu | 5 août 2024 - Décines-Charpieu |                               |                               | 9 août 2024 - Paris | 9 août 2024 - Paris | 9 août 2024 - Paris | 9 août 2024 - Paris |
|  | France                         | France                 | 1                       | 1                      |        |        | 5 août 2024 - Décines-Charpieu | 5 août 2024 - Décines-Charpieu | 5 août 2024 - Décines-Charpieu | 5 août 2024 - Décines-Charpieu |                               |                               | 9 août 2024 - Paris | 9 août 2024 - Paris | 9 août 2024 - Paris | 9 août 2024 - Paris |
|  | France                         | France                 | 1                       | 1                      |        |        | 5 août 2024 - Décines-Charpieu | 5 août 2024 - Décines-Charpieu | 5 août 2024 - Décines-Charpieu | 5 août 2024 - Décines-Charpieu |                               |                               | 9 août 2024 - Paris | 9 août 2024 - Paris | 9 août 2024 - Paris | 9 août 2024 - Paris |
|  | Argentine                      | Argentine              | 0                       | 0                      |        |        | 5 août 2024 - Décines-Charpieu | 5 août 2024 - Décines-Charpieu | 5 août 2024 - Décines-Charpieu | 5 août 2024 - Décines-Charpieu |                               |                               | 9 août 2024 - Paris | 9 août 2024 - Paris | 9 août 2024 - Paris | 9 août 2024 - Paris |
|  | Argentine                      | Argentine              | 0                       | 0                      | France | France | 3 ap                           | 3 ap                           |                                |                                |                               |                               | 9 août 2024 - Paris | 9 août 2024 - Paris | 9 août 2024 - Paris | 9 août 2024 - Paris |
|  | 2 août 2024 - Marseille        |                        |                         |                        | France | France | 3 ap                           | 3 ap                           |                                |                                |                               |                               | 9 août 2024 - Paris | 9 août 2024 - Paris | 9 août 2024 - Paris | 9 août 2024 - Paris |
|  |                                |                        | Égypte                  | Égypte                 | 1      | 1      |                                |                                |                                |                                |                               |                               | 9 août 2024 - Paris | 9 août 2024 - Paris | 9 août 2024 - Paris | 9 août 2024 - Paris |
|  | Égypte                         | Égypte                 | Égypte                  | Égypte                 | 1      | 1      | 1tab (5)                       | 1tab (5)                       |                                |                                |                               |                               | 9 août 2024 - Paris | 9 août 2024 - Paris | 9 août 2024 - Paris | 9 août 2024 - Paris |
|  | Égypte                         | Égypte                 | 5 août 2024 - Marseille |                        |        |        | 1tab (5)                       | 1tab (5)                       |                                |                                |                               |                               | 9 août 2024 - Paris | 9 août 2024 - Paris | 9 août 2024 - Paris | 9 août 2024 - Paris |
|  | Paraguay                       | Paraguay               | 1 (4)                   | 1 (4)                  |        |        |                                |                                |                                |                                |                               |                               | 9 août 2024 - Paris | 9 août 2024 - Paris | 9 août 2024 - Paris | 9 août 2024 - Paris |
|  | Paraguay                       | Paraguay               | 1 (4)                   | 1 (4)                  | France | France | 3                              | 3                              |                                |                                |                               |                               |                     |                     |                     |                     |
|  | 2 août 2024 - Paris            |                        |                         |                        | France | France | 3                              | 3                              |                                |                                |                               |                               |                     |                     |                     |                     |
|  |                                |                        | Espagne                 | Espagne                | 5 ap   | 5 ap   |                                |                                |                                |                                |                               |                               |                     |                     |                     |                     |
|  | Maroc                          | Maroc                  | Espagne                 | Espagne                | 5 ap   | 5 ap   | 4                              | 4                              |                                |                                |                               |                               |                     |                     |                     |                     |
|  | Maroc                          | Maroc                  |                         |                        |        |        |                                |                                |                                |                                |                               |                               |                     |                     |                     |                     |
|  | États-Unis                     | États-Unis             | 0                       | 0                      |        |        |                                |                                |                                |                                |                               |                               |                     |                     |                     |                     |
|  | États-Unis                     | États-Unis             | 0                       | 0                      | Maroc  | Maroc  | 1                              | 1                              | Match pour la troisième place  | Match pour la troisième place  | Match pour la troisième place | Match pour la troisième place |                     |                     |                     |                     |
|  | 2 août 2024 - Décines-Charpieu |                        |                         |                        | Maroc  | Maroc  | 1                              | 1                              | Match pour la troisième place  | Match pour la troisième place  | Match pour la troisième place | Match pour la troisième place |                     |                     |                     |                     |
|  |                                |                        | Espagne                 | Espagne                | 2      | 2      |                                |                                | 8 août 2024 - Nantes           | 8 août 2024 - Nantes           | 8 août 2024 - Nantes          | 8 août 2024 - Nantes          |                     |                     |                     |                     |
|  | Japon                          | Japon                  | Espagne                 | Espagne                | 2      | 2      | 0                              | 0                              | 8 août 2024 - Nantes           | 8 août 2024 - Nantes           | 8 août 2024 - Nantes          | 8 août 2024 - Nantes          |                     |                     |                     |                     |
|  | Japon                          | Japon                  |                         |                        |        |        |                                | 0                              |                                |                                | Égypte                        | Égypte                        | 0                   | 0                   |                     |                     |
|  | Espagne                        | Espagne                | 3                       | 3                      |        |        |                                |                                |                                |                                | Égypte                        | Égypte                        | 0                   | 0                   |                     |                     |
|  | Espagne                        | Espagne                | 3                       | 3                      | Maroc  | Maroc  | 6                              | 6                              |                                |                                |                               |                               |                     |                     |                     |                     |
|  |                                |                        |                         |                        |        |        |                                |                                |                                |                                |                               |                               |                     |                     |                     |                     |

#### Quarts de finale
| 2 août 2024 | Maroc                                                                                               | 4 - 0   | États-Unis | Parc des Princes, Paris                      |                                              |
| 15h00 UTC+2 | Rahimi 29e (pen.) · (Ezzalzouli ) Akhomach 63e · (El Khannouss ) Hakimi 70e · Maouhoub 90+1e (pen.) | (1 - 0) |            | Spectateurs : 42 868 Arbitrage : Yael Falcón | Spectateurs : 42 868 Arbitrage : Yael Falcón |
| 15h00 UTC+2 | Rapport                                                                                             |         |            | Spectateurs : 42 868 Arbitrage : Yael Falcón | Spectateurs : 42 868 Arbitrage : Yael Falcón |

| 2 août 2024 | Japon   | 0 - 3   | Espagne                                      | Stade de Lyon, Décines-Charpieu               |                                               |
| 17h00 UTC+2 |         | (0 - 1) | (Barrios ) López 11e 73e · (Gómez ) Ruiz 86e | Spectateurs : 19 111 Arbitrage : Dahane Beida | Spectateurs : 19 111 Arbitrage : Dahane Beida |
| 17h00 UTC+2 | Rapport |         |                                              | Spectateurs : 19 111 Arbitrage : Dahane Beida | Spectateurs : 19 111 Arbitrage : Dahane Beida |

| 2 août 2024 | Égypte                                        | 1 - 1                 | Paraguay                            | Stade de Marseille, Marseille                 |                                               |
| 19h00 UTC+2 | (Zizo ) Adel 88e                              | (0 - 0, 1 - 1, 1 - 1) | 71e D. Gómez ( Enciso)              | Spectateurs : 23 753 Arbitrage : Glenn Nyberg | Spectateurs : 23 753 Arbitrage : Glenn Nyberg |
| 19h00 UTC+2 | Rapport                                       |                       |                                     | Spectateurs : 23 753 Arbitrage : Glenn Nyberg | Spectateurs : 23 753 Arbitrage : Glenn Nyberg |
| 19h00 UTC+2 | Koka · Elneny · El Debes · Abdelmaguid · Adel | Tirs au but 5 - 4     | D. Gómez · Viera · Gómez · Balbuena | Spectateurs : 23 753 Arbitrage : Glenn Nyberg | Spectateurs : 23 753 Arbitrage : Glenn Nyberg |

| 2 août 2024 | France             | 1 - 0   | Argentine | Stade de Bordeaux, Bordeaux                      |                                                  |
| 21h00 UTC+2 | (Olise ) Mateta 5e | (1 - 0) |           | Spectateurs : 37 153 Arbitrage : Ilgiz Tantashev | Spectateurs : 37 153 Arbitrage : Ilgiz Tantashev |
| 21h00 UTC+2 | Millot 90+12e      | Rapport |           | Spectateurs : 37 153 Arbitrage : Ilgiz Tantashev | Spectateurs : 37 153 Arbitrage : Ilgiz Tantashev |

#### Demi-finales
| 5 août 2024 | Maroc                       | 1 - 2   | Espagne                                | Stade de Marseille, Marseille                                                                                     | |
| 18h00 UTC+2 | Rahimi 37e (pen.)           | (1 - 0) | 65e F. López · 86e Sánchez (F. López ) | Spectateurs : 59 882 Arbitrage : Ilgiz Tantashev (jusqu'à la 12e minute) Glenn Nyberg (à partir de la 12e minute) | Spectateurs : 59 882 Arbitrage : Ilgiz Tantashev (jusqu'à la 12e minute) Glenn Nyberg (à partir de la 12e minute) |
| 18h00 UTC+2 | Rahimi 37e · Richardson 76e | Rapport | 37e Tenas · 67e F. López · 72e Bernabé | Spectateurs : 59 882 Arbitrage : Ilgiz Tantashev (jusqu'à la 12e minute) Glenn Nyberg (à partir de la 12e minute) | Spectateurs : 59 882 Arbitrage : Ilgiz Tantashev (jusqu'à la 12e minute) Glenn Nyberg (à partir de la 12e minute) |

| 5 août 2024 | France                      | 3 - 1 a. p.           | Égypte                                        | Stade de Lyon, Décines-Charpieu                |                                                |
| 21h00 UTC+2 | Mateta 84e 99e · Olise 108e | (0 - 0, 1 - 1, 2 - 1) | 62e Saber                                     | Spectateurs : 47 530 Arbitrage : Saíd Martínez | Spectateurs : 47 530 Arbitrage : Saíd Martínez |
| 21h00 UTC+2 | Badé 89e · Lukeba 105+4e    | Rapport               | 90+7e, 92e Fayed · 105+1e Zizo · 105+2e Kamal | Spectateurs : 47 530 Arbitrage : Saíd Martínez | Spectateurs : 47 530 Arbitrage : Saíd Martínez |

#### Match pour la médaille de bronze
| 8 août 2024 | Égypte  | 0 - 6   | Maroc                                                                        | Stade de la Beaujoire, Nantes                     |                                                   |
| 17h00 UTC+2 |         | (0 - 2) | 23e Ezzalzouli · 26e 64e Rahimi · 51e El Khannouss · 73e Nakach · 87e Hakimi | Spectateurs : 27 391 Arbitrage : Espen Eskås (en) | Spectateurs : 27 391 Arbitrage : Espen Eskås (en) |
| 17h00 UTC+2 | Rapport |         |                                                                              | Spectateurs : 27 391 Arbitrage : Espen Eskås (en) | Spectateurs : 27 391 Arbitrage : Espen Eskås (en) |

#### Finale
| 9 août 2024 | France                                           | 3 - 5 a. p.           | Espagne                                            | Parc des Princes, Paris                            |                                                    |
| 18h00 UTC+2 | 11e Millot · 79e Akliouche · 90+3e (pen.) Mateta | (1 - 3, 3 - 3, 3 - 4) | 18e 25e F. López · 28e Baena · 100e 120+1e Camello | Spectateurs : 44 260 Arbitrage : Ramon Abatti (en) | Spectateurs : 44 260 Arbitrage : Ramon Abatti (en) |
| 18h00 UTC+2 | Rapport                                          |                       |                                                    | Spectateurs : 44 260 Arbitrage : Ramon Abatti (en) | Spectateurs : 44 260 Arbitrage : Ramon Abatti (en) |

| France | Espagne |

| FRANCE :       |    |                      |       |      |
|                |    |                      |       |      |
| Gardien de but | 16 | Guillaume Restes     |       |      |
|                | 05 | Kiliann Sildillia    |       | 111e |
|                | 04 | Loïc Badé            | 45+5e |      |
|                | 02 | Castello Lukeba      |       |      |
|                | 03 | Adrien Truffert      |       | 91e  |
|                | 06 | Manu Koné            | 36e   | 106e |
|                | 12 | Enzo Millot          |       | 77e  |
|                | 13 | Joris Chotard        |       | 52e  |
|                | 07 | Michael Olise        |       |      |
|                | 10 | Alexandre Lacazette  |       | 52e  |
|                | 14 | Jean-Philippe Mateta |       |      |
| Remplaçants :  |    |                      |       |      |
| Gardien de but | 01 | Obed Nkambadio       |       |      |
|                | 08 | Maghnes Akliouche    |       | 52e  |
|                | 09 | Arnaud Kalimuendo    |       | 52e  |
|                | 11 | Désiré Doué          |       | 77e  |
|                | 15 | Bradley Locko        |       | 91e  |
|                | 17 | Soungoutou Magassa   |       | 106e |
|                | 18 | Rayan Cherki         |       | 111e |
| Entraîneur :   |    |                      |       |      |
| Thierry Henry  |    |                      |       |      |

| ESPAGNE :      |    |                  |        |     |
|                |    |                  |        |     |
| Gardien de but | 01 | Arnau Tenas      |        |     |
|                | 02 | Marc Pubill      |        | 73e |
|                | 04 | Eric García      |        |     |
|                | 05 | Pau Cubarsí      |        |     |
|                | 03 | Juan Miranda     | 90+2e  | 98e |
|                | 06 | Pablo Barrios    |        |     |
|                | 10 | Álex Baena       | 78e    | 83e |
|                | 14 | Aimar Oroz       |        | 88e |
|                | 11 | Fermín López     |        | 73e |
|                | 17 | Sergio Gómez     |        |     |
|                | 09 | Abel Ruiz        |        | 83e |
| Remplaçants :  |    |                  |        |     |
| Gardien de but | 13 | Joan García      |        |     |
|                | 08 | Beñat Turrientes |        | 83e |
|                | 12 | Jon Pacheco      | 94e    | 88e |
|                | 15 | Miguel Gutiérrez |        | 98e |
|                | 16 | Adrián Bernabé   | 76e    | 73e |
|                | 20 | Juanlu Sánchez   |        | 73e |
|                | 21 | Sergio Camello   | 120+2e | 83e |
| Entraîneur :   |    |                  |        |     |
| Santiago Denia |    |                  |        |     |

| Assistants : Rafael Alves Guillerme Camilo Quatrième arbitre : Dahane Beida Cinquième arbitre : Jerson Emiliano dos Santos Arbitre vidéo : Tatiana Guzmán Assistants arbitre vidéo : David Coote (en) Ovidiu Hațegan |

## Statistiques et récompenses

### Classements individuels
| Rang | Buteur               | Équipe  | Buts |
| ---- | -------------------- | ------- | ---- |
| 1    | Soufiane Rahimi      | Maroc   | 8    |
| 2    | Fermín López         | Espagne | 6    |
| 3    | Jean-Philippe Mateta | France  | 5    |

| Rang | Passeur       | Équipe | Passes |
| ---- | ------------- | ------ | ------ |
| 1    | Michael Olise | France | 5      |
| 2    | Ez Abde       | Maroc  | 3      |
| 3    | Koki Saito    | Japon  | 2      |

### Classement final
Le classement final du tournoi olympique masculin est le suivant :
| Rang                                | Équipe                      | J | G | N | P | Bp | Bc | Diff | Progression     |
| ----------------------------------- | --------------------------- | - | - | - | - | -- | -- | ---- | --------------- |
| Médaille d'or, Jeux olympiques      | Espagne                     | 6 | 5 | 0 | 1 | 16 | 8  | +8   | Vainqueur       |
| Médaille d'argent, Jeux olympiques  | France                      | 6 | 5 | 0 | 1 | 14 | 6  | +8   | Finaliste (2e)  |
| Médaille de bronze, Jeux olympiques | Maroc                       | 6 | 4 | 0 | 2 | 17 | 5  | +12  | Troisième       |
| 4                                   | Égypte                      | 6 | 2 | 2 | 2 | 5  | 11 | -6   | Quatrième       |
|                                     |                             |   |   |   |   |    |    |      |                 |
| 5                                   | Japon                       | 4 | 3 | 0 | 1 | 7  | 3  | +4   | Quart de finale |
| 6                                   | Paraguay                    | 4 | 2 | 1 | 1 | 6  | 8  | -2   | Quart de finale |
| 7                                   | Argentine                   | 4 | 2 | 0 | 2 | 6  | 4  | +2   | Quart de finale |
| 8                                   | États-Unis                  | 4 | 2 | 0 | 2 | 7  | 8  | -1   | Quart de finale |
|                                     |                             |   |   |   |   |    |    |      |                 |
| 9                                   | Ukraine                     | 3 | 1 | 0 | 2 | 3  | 5  | -2   | Premier tour    |
| 10                                  | Irak                        | 3 | 1 | 0 | 2 | 3  | 7  | -4   | Premier tour    |
| 11                                  | Nouvelle-Zélande            | 3 | 1 | 0 | 2 | 3  | 8  | -5   | Premier tour    |
| 12                                  | République dominicaine (en) | 3 | 0 | 2 | 1 | 2  | 4  | -2   | Premier tour    |
| 13                                  | Ouzbékistan                 | 3 | 0 | 1 | 2 | 2  | 4  | -2   | Premier tour    |
| 14                                  | Mali                        | 3 | 0 | 1 | 2 | 1  | 3  | -2   | Premier tour    |
| 15                                  | Israël                      | 3 | 0 | 1 | 2 | 3  | 6  | -3   | Premier tour    |
| 16                                  | Guinée                      | 3 | 0 | 0 | 3 | 1  | 6  | -5   | Premier tour    |